# ダート (アリス・イン・チェインズのアルバム)
『ダート』（Dirt）は、アリス・イン・チェインズが1992年に発表した2作目のスタジオ・アルバム。

## 背景
無題のシークレット・トラックにはスレイヤーのトム・アラヤが参加しており、この曲は、後のコンピレーション・アルバムには「Iron Gland」というタイトルで収録された。「ウッド?」は、1990年に死去したアンドリュー・ウッド（マザー・ラヴ・ボーンのボーカリスト）に捧げられた曲で、この曲はキャメロン・クロウが監督した1992年の映画『シングルス』のサウンドトラックで使用され、クロウは同曲のミュージック・ビデオも監督した。
ジャケット写真の女性は、レイン・ステイリーのガールフレンドのデムリ・パロットという噂もあったが、撮影者のロッキー・シェンクは後年、実際にはモデルのマライア・オブライエン（当時スパイナル・タップのシングル「Bitch School」のジャケットでもフィーチャーされていた）だと明かしている。

## 反響
母国アメリカでは1992年10月17日付のBillboard 200で初登場6位となり、バンド初の全米トップ10入りを果たした。また、リリースから30年後の2022年には、Billboard 200で9位に返り咲いた。本作は2022年8月、RIAAによって5×プラチナの認定を受けた。
イギリスではバンド初の全英アルバムチャート入りを果たして、リリース当時は最高42位を記録し、2022年にはオリジナル・リリース時を上回る36位に達した。

## 評価・影響
本作は第35回グラミー賞で最優秀ハード・ロック・パフォーマンス（ウィズ・ボーカル）賞にノミネートされた。スティーヴ・ヒューイはオールミュージックにおいて5点満点中4.5点を付け「ジェリー・カントレルの、技巧に乏しいとはいえ独創的なギター・ワークは、爆発的で巧みに織り成されて、さらに不安げな混乱に満ちている」と評している。
コリィ・テイラーは本作を「アルバム全体が完璧」「ハードロック/ヘヴィメタル史上最大の名盤の一つ」と称賛しており、ストーン・サワーが結成されたばかりの頃、本作からの「アングリー・チェア」と「ウッド?」を演奏していたという。

## 収録曲
特記なき楽曲はジェリー・カントレル作。
1. ゼム・ボーンズ - "Them Bones" - 2:30
2. ダム・ザット・リヴァー - "Dam That River" - 3:09
3. レイン・ホエア・アイ・ダイ - "Rain When I Die" (Layne Staley, Jerry Cantrell, Mike Starr, Sean Kinney) - 6:01
4. シックマン - "Sickman" (L. Staley, J. Cantrell) - 5:29
5. ルースター - "Rooster" - 6:14
6. ジャンクヘッド - "Junkhead" (L. Staley, J. Cantrell) - 5:09
7. ダート - "Dirt" (L. Staley, J. Cantrell) - 5:16
8. ゴッド・スマック - "God Smack" (L. Staley, J. Cantrell) - 3:50
9. シークレット・トラック（曲名の記載なし） - 0:43
10. ヘイト・トゥ・フィール - "Hate to Feel" (L. Staley) - 5:16
11. アングリー・チェア - "Angry Chair" (L. Staley) - 4:47
12. ダウン・イン・ア・ホール - "Down in a Hole" - 5:38
13. ウッド? - "Would?" - 3:27

## 参加ミュージシャン
- レイン・ステイリー - ボーカル
- ジェリー・カントレル - ギター、バッキング・ボーカル
- マイク・スター - ベース
- ショーン・キニー - ドラムス